# Sport-Verein Werder von 1899 2000-2001
Questa voce raccoglie le informazioni riguardanti lo Sport-Verein Werder von 1899 nelle competizioni ufficiali della stagione 2000-2001.

## Stagione
Nella stagione 2000-2001 il Werder Brema, allenato da Thomas Schaaf, concluse il campionato di Bundesliga al 7º posto. In Coppa di Germania il Werder Brema fu eliminato al secondo turno dal Friburgo. In Coppa UEFA il Werder Brema fu eliminato al terzo turno dal Bordeaux.

## Rosa
| N. |                                | Ruolo | Calciatore      |
| -- | ------------------------------ | ----- | --------------- |
| 1  | Germania (bandiera)            | P     | Frank Rost      |
| 2  | Germania (bandiera)            | C     | Fabian Ernst    |
| 5  | Germania (bandiera)            | C     | Dieter Eilts    |
| 6  | Germania (bandiera)            | D     | Frank Baumann   |
| 7  | Ucraina (bandiera)             | C     | Jurij Maksymov  |
| 8  | Germania (bandiera)            | D     | Bernhard Trares |
| 9  | Serbia e Montenegro (bandiera) | A     | Rade Bogdanović |
| 10 | Perù (bandiera)                | A     | Claudio Pizarro |
| 11 | Croazia (bandiera)             | C     | Ivica Banović   |
| 12 | Germania (bandiera)            | P     | Stefan Brasas   |
| 13 | Germania (bandiera)            | D     | Andree Wiedener |
| 14 | Paesi Bassi (bandiera)         | D     | Frank Verlaat   |
| 15 | Germania (bandiera)            | C     | Dieter Frey     |
| 16 | Germania (bandiera)            | P     | Pascal Borel    |
| 17 | Germania (bandiera)            | C     | Marco Bode      |
| 18 | Austria (bandiera)             | C     | Andreas Herzog  |

| N. |                                | Ruolo | Calciatore          |
| -- | ------------------------------ | ----- | ------------------- |
| 19 | Ucraina (bandiera)             | D     | Viktor Skrypnyk     |
| 20 | Serbia e Montenegro (bandiera) | D     | Mladen Krstajić     |
| 21 | Corea del Sud (bandiera)       | A     | Lee Dong-gook       |
| 22 | Germania (bandiera)            | C     | Torsten Frings      |
| 23 | Germania (bandiera)            | C     | Christoph Dabrowski |
| 24 | Germania (bandiera)            | C     | Tim Borowski        |
| 26 | Germania (bandiera)            | C     | Simon Rolfes        |
| 28 | Namibia (bandiera)             | D     | Razundara Tjikuzu   |
| 29 | Germania (bandiera)            | D     | Lars Schmedes       |
| 30 | Germania (bandiera)            | A     | Enrico Kern         |
| 32 | Brasile (bandiera)             | A     | Ailton              |
| 33 | Germania (bandiera)            | C     | Mike Barten         |
| 35 | Canada (bandiera)              | C     | Paul Stalteri       |
| 38 | Germania (bandiera)            | D     | Björn Schierenbeck  |
| 39 | Germania (bandiera)            | C     | Danny Fütterer      |

## Organigramma societario
Area tecnica
- Allenatore: Thomas Schaaf
- Allenatore in seconda: Karl-Heinz Kamp
- Preparatore dei portieri: Dieter Burdenski
- Preparatori atletici:

## Calciomercato

### Sessione estiva
| Acquisti | Acquisti        | Acquisti                | Acquisti |
| R.       | Nome            | da                      | Modalità |
| -------- | --------------- | ----------------------- | -------- |
| C        | Ivica Banović   | NK Zagabria             |          |
| C        | Fabian Ernst    | Amburgo                 |          |
| A        | Enrico Kern     | TeBe Berlino            |          |
| D        | Mladen Krstajić | Partizan                |          |
| A        | Lee Dong-gook   | Pohang Steelers         |          |
| D        | Lars Schmedes   | Werder Brema (juniores) |          |
| D        | Frank Verlaat   | Ajax                    |          |

| Cessioni | Cessioni     | Cessioni          | Cessioni |
| R.       | Nome         | a                 | Modalità |
| -------- | ------------ | ----------------- | -------- |
| C        | Dirk Flock   | Arminia Bielefeld |          |
| D        | Jacek Chańko | Pogoń Stettino    |          |
| C        | Timo Schultz | Lubecca           |          |
| A        | Sören Seidel | Duisburg          |          |

### Sessione invernale
| Acquisti | Acquisti | Acquisti | Acquisti |
| R.       | Nome     | da       | Modalità |
| -------- | -------- | -------- | -------- |

| Cessioni | Cessioni      | Cessioni        | Cessioni |
| R.       | Nome          | a               | Modalità |
| -------- | ------------- | --------------- | -------- |
| C        | Raphaël Wicky | Atlético Madrid |          |

## Risultati

### Bundesliga

#### Girone di andata
| Arbitro: | Stark |

|                                   |           |             |
| Stalteri 34’ Bode 45’ Pizarro 70’ | Marcatori | 16’ Miriuță |

| Arbitro: | Heynemann |

|                         |           |            |
| Häßler 44’ Agostino 82’ | Marcatori | 14’ Herzog |

| Arbitro: | Fleischer |

|                           |           |          |
| Barbarez 26’ Hertzsch 82’ | Marcatori | 47’ Bode |

| Arbitro: | Fröhlich |

|                |           |                    |
| Bogdanović 78’ | Marcatori | 41’ Wörns 83’ Addo |

| Arbitro: | Berg |

|                  |           |            |
| Böhme 55’ (rig.) | Marcatori | 50’ Ailton |

| Arbitro: | Sippel |

|           |           |                 |
| Ernst 44’ | Marcatori | 8’ (rig.) Heldt |

| Arbitro: | Keßler |

|  |           |            |
|  | Marcatori | 54’ Ailton |

| Arbitro: | Krug |

|                                        |           |                                      |
| Baumann 70’ Bode 88’ Ailton 90’ (rig.) | Marcatori | 20’, 55’ Neuville 81’ (rig.) Ballack |

| Arbitro: | Jansen |

|                          |           |  |
| Pettersson 14’ Klose 85’ | Marcatori |  |

| Arbitro: | Fandel |

|                   |           |           |
| Ailton 11’ (rig.) | Marcatori | 6’ Sérgio |

| Arbitro: | Wack |

|                                        |           |                    |
| Alves 12’ Preetz 43’, 49’ Beinlich 79’ | Marcatori | 71’ (rig.) Pizarro |

| Arbitro: | Fleischer |

|                        |           |  |
| Ailton 46’ Pizarro 81’ | Marcatori |  |

| Arbitro: | Keßler |

|           |           |          |
| Marić 64’ | Marcatori | 40’ Bode |

| Arbitro: | Fröhlich |

|            |           |  |
| Ailton 78’ | Marcatori |  |

| Arbitro: | Kemmling |

|                     |           |               |
| Bogdanović 73’, 84’ | Marcatori | 69’ Arveladze |

| Arbitro: | Stark |

|                                                          |           |                          |
| Baumgart 9’ Schröder 42’ Wibrån 54’ Brand 79’ Radwan 81’ | Marcatori | 38’ Krstajić 75’ Pizarro |

| Arbitro: | Aust |

|                                     |           |                   |
| Kobylański 4’ Helbig 44’ Mátyus 68’ | Marcatori | 38’ (rig.) Ailton |

#### Girone di ritorno
| Unterhaching 20 dicembre 2000, ore 18:15 CET 15ª giornata | Unterhaching | 0 – 0 referto | Werder Brema | Stadion am Sportpark (8 500 spett.)\| Arbitro: \| Strampe \| |
| Arbitro:                                                  | Strampe      |               |              |                                                              |

| Arbitro: | Wagner |

|                        |           |  |
| Ailton 65’ Pizarro 71’ | Marcatori |  |

| Arbitro: | Albrecht |

|                                    |           |           |
| Pizarro 45’, 89’ Ailton 71’ (rig.) | Marcatori | 56’ Heinz |

| Dortmund 11 febbraio 2001, ore 17:30 CET 21ª giornata | Borussia Dortmund | 0 – 0 referto | Werder Brema | Westfalenstadion (62 000 spett.)\| Arbitro: \| Fandel \| |
| Arbitro:                                              | Fandel            |               |              |                                                          |

| Arbitro: | Fleischer |

|                       |           |          |
| Pizarro 17’ Ernst 26’ | Marcatori | 66’ Sand |

| Arbitro: | Aust |

|                    |           |                        |
| Baumann 90’ (aut.) | Marcatori | 21’ Ailton 90’ Pizarro |

| Arbitro: | Krug |

|                                          |           |                         |
| Pizarro 23’, 45’ K'obiashvili 52’ (aut.) | Marcatori | 68’ (rig.) K'obiashvili |

| Arbitro: | Stark |

|                                    |           |  |
| Lúcio 12’ Neuville 54’ Brdarić 62’ | Marcatori |  |

| Arbitro: | Wack |

|            |           |                  |
| Herzog 58’ | Marcatori | 11’, 39’ Lokvenc |

| Arbitro: | Meyer |

|                       |           |                                  |
| Élber 47’ Jancker 67’ | Marcatori | 25’ (rig.), 89’ Pizarro 58’ Bode |

| Arbitro: | Sippel |

|                            |           |             |
| Pizarro 7’, 65’ Frings 87’ | Marcatori | 49’ Schmidt |

| Arbitro: | Kemmling |

|          |           |                         |
| Reis 62’ | Marcatori | 38’ Pizarro 74’ Verlaat |

| Arbitro: | Krug |

|                        |           |                                 |
| Ailton 42’ Pizarro 84’ | Marcatori | 29’ Akpoborie 44’, 68’ Sebescen |

| Arbitro: | Merk |

|                 |           |             |
| Adhemar 5’, 49’ | Marcatori | 48’ Pizarro |

| Brema 6 maggio 2001, ore 17:30 CEST 32ª giornata | Werder Brema | 0 – 0 referto | Unterhaching | Weserstadion (29 810 spett.)\| Arbitro: \| Fröhlich \| |
| Arbitro:                                         | Fröhlich     |               |              |                                                        |

| Arbitro: | Albrecht |

|               |           |                             |
| Arveladze 20’ | Marcatori | 14’ Pizarro 70’, 74’ Ailton |

| Arbitro: | Kemmling |

|                                     |           |  |
| Ailton 30’ Krstajić 43’ Baumann 87’ | Marcatori |  |

### Coppa di Germania
| Arbitro: | Strampe |

|  |           |                           |
|  | Marcatori | 70’ Herzog 90’ Bogdanović |

| Arbitro: | Aust |

|             |           |  |
| Sellimi 90’ | Marcatori |  |

### Coppa UEFA
| Arbitro: | van der Ende |

|                        |           |  |
| Gaudino 43’ Birlik 69’ | Marcatori |  |

| Arbitro: | Shmolik |

|                                                     |           |  |
| Wicky 8’ Bode 41’ Stalteri 51’ Ailton 55’, 58’, 65’ | Marcatori |  |

| Arbitro: | Olsen |

|                                           |           |           |
| Ernst 16’ Herzog 28’ Baumann 56’ Bode 70’ | Marcatori | 35’ Sonck |

| Arbitro: | Hriňák |

|                      |           |                                                        |
| Thijs 26’ Zokora 58’ | Marcatori | 25’, 27’ (rig.), 44’ Pizarro 75’ Stalteri 81’ Maksymov |

| Arbitro: | Ivanov |

|                                            |           |             |
| Dugarry 23’ Laslandes 39’ Wilmots 66’, 75’ | Marcatori | 16’ Pizarro |

| Brema 7 dicembre 2000, ore CET Terzo turno | Werder Brema | 0 – 0 referto | Bordeaux | Weserstadion (16 166 spett.)\| Arbitro: \| Sarvan \| |
| Arbitro:                                   | Sarvan       |               |          |                                                      |

## Statistiche

### Statistiche di squadra
| Competizione      | Punti | In casa | In casa | In casa | In casa | In casa | In casa | In trasferta | In trasferta | In trasferta | In trasferta | In trasferta | In trasferta | Totale | Totale | Totale | Totale | Totale | Totale | DR  |
| Competizione      | Punti | G       | V       | N       | P       | Gf      | Gs      | G            | V            | N            | P            | Gf           | Gs           | G      | V      | N      | P      | Gf     | Gs     | DR  |
| ----------------- | ----- | ------- | ------- | ------- | ------- | ------- | ------- | ------------ | ------------ | ------------ | ------------ | ------------ | ------------ | ------ | ------ | ------ | ------ | ------ | ------ | --- |
| Bundesliga        | 53    | 17      | 10      | 4       | 3       | 33      | 18      | 17           | 5            | 4            | 8            | 20           | 30           | 34     | 15     | 8      | 11     | 53     | 48     | +5  |
| Coppa di Germania | -     | 0       | 0       | 0       | 0       | 0       | 0       | 2            | 1            | 0            | 1            | 2            | 1            | 2      | 1      | 0      | 1      | 2      | 1      | +1  |
| Coppa UEFA        | -     | 3       | 2       | 1       | 0       | 10      | 1       | 3            | 1            | 0            | 2            | 6            | 8            | 6      | 3      | 1      | 2      | 16     | 9      | +7  |
| Totale            | 53    | 20      | 12      | 5       | 3       | 43      | 19      | 22           | 7            | 4            | 11           | 28           | 39           | 42     | 19     | 9      | 14     | 71     | 58     | +13 |

### Andamento in campionato
| Giornata  | 1 | 2 | 3  | 4  | 5  | 6  | 7  | 8  | 9  | 10 | 11 | 12 | 13 | 14 | 15 | 16 | 17 | 18 | 19 | 20 | 21 | 22 | 23 | 24 | 25 | 26 | 27 | 28 | 29 | 30 | 31 | 32 | 33 | 34 |
| --------- | - | - | -- | -- | -- | -- | -- | -- | -- | -- | -- | -- | -- | -- | -- | -- | -- | -- | -- | -- | -- | -- | -- | -- | -- | -- | -- | -- | -- | -- | -- | -- | -- | -- |
| Luogo     | C | T | T  | C  | T  | C  | T  | C  | T  | C  | T  | C  | T  | C  | C  | T  | T  | T  | C  | C  | T  | C  | T  | C  | T  | C  | T  | C  | T  | C  | T  | C  | T  | C  |
| Risultato | V | P | P  | P  | N  | N  | V  | N  | P  | N  | P  | V  | N  | V  | V  | P  | P  | N  | V  | V  | N  | V  | V  | V  | P  | P  | V  | V  | V  | P  | P  | N  | V  | V  |
| Posizione | 4 | 9 | 11 | 14 | 15 | 15 | 13 | 14 | 15 | 14 | 17 | 14 | 14 | 12 | 11 | 10 | 11 | 12 | 10 | 10 | 10 | 9  | 8  | 7  | 7  | 8  | 8  | 7  | 7  | 8  | 8  | 8  | 7  | 7  |

Legenda:

Luogo: C = Casa; T = Trasferta. Risultato: V = Vittoria; N = Pareggio; P = Sconfitta.

### Statistiche dei giocatori
| Giocatore       | Bundesliga | Bundesliga | Bundesliga  | Bundesliga | Coppa di Germania | Coppa di Germania | Coppa di Germania | Coppa di Germania | Coppa UEFA | Coppa UEFA | Coppa UEFA  | Coppa UEFA | Totale   | Totale | Totale      | Totale     |
| Giocatore       | Presenze   | Reti       | Ammonizioni | Espulsioni | Presenze          | Reti              | Ammonizioni       | Espulsioni        | Presenze   | Reti       | Ammonizioni | Espulsioni | Presenze | Reti   | Ammonizioni | Espulsioni |
| --------------- | ---------- | ---------- | ----------- | ---------- | ----------------- | ----------------- | ----------------- | ----------------- | ---------- | ---------- | ----------- | ---------- | -------- | ------ | ----------- | ---------- |
| A. Ailton       | 31         | 14         | 7           | 0          | 1                 | 0                 | 0                 | 0                 | 3          | 3          | 0           | 1          | 35       | 17     | 7           | 1          |
| I. Banović      | 17         | 0          | 2           | 0          | 0                 | 0                 | 0                 | 0                 | 2          | 0          | 0           | 0          | 19       | 0      | 2           | 0          |
| M. Barten       | 9          | 0          | 1           | 0          | 0                 | 0                 | 0                 | 0                 | 2          | 0          | 0           | 0          | 11       | 0      | 1           | 0          |
| F. Baumann      | 30         | 2          | 7           | 0          | 1                 | 0                 | 0                 | 0                 | 5          | 1          | 1           | 0          | 36       | 3      | 8           | 0          |
| M. Bode         | 26         | 5          | 3           | 0          | 2                 | 0                 | 0                 | 0                 | 6          | 2          | 0           | 0          | 34       | 7      | 3           | 0          |
| R. Bogdanović   | 11         | 3          | 3           | 0          | 1                 | 1                 | 0                 | 0                 | 4          | 0          | 0           | 0          | 16       | 4      | 3           | 0          |
| P. Borel        | 0          | 0          | 0           | 0          | 0                 | 0                 | 0                 | 0                 | 0          | 0          | 0           | 0          | 0        | 0      | 0           | 0          |
| T. Borowski     | 0          | 0          | 0           | 0          | 0                 | 0                 | 0                 | 0                 | 0          | 0          | 0           | 0          | 0        | 0      | 0           | 0          |
| S. Brasas       | 0          | 0          | 0           | 0          | 0                 | 0                 | 0                 | 0                 | 0          | 0          | 0           | 0          | 0        | 0      | 0           | 0          |
| C. Dabrowski    | 6          | 0          | 1           | 0          | 0                 | 0                 | 0                 | 0                 | 0          | 0          | 0           | 0          | 6        | 0      | 1           | 0          |
| D. Eilts        | 30         | 0          | 2           | 0          | 2                 | 0                 | 0                 | 0                 | 5          | 0          | 0           | 0          | 37       | 0      | 2           | 0          |
| F. Ernst        | 28         | 2          | 5           | 1          | 2                 | 0                 | 1                 | 0                 | 6          | 1          | 0           | 0          | 36       | 3      | 6           | 1          |
| D. Flock        | 1          | 0          | 0           | 0          | 1                 | 0                 | 0                 | 0                 | 1          | 0          | 0           | 0          | 3        | 0      | 0           | 0          |
| D. Frey         | 0          | 0          | 0           | 0          | 0                 | 0                 | 0                 | 0                 | 0          | 0          | 0           | 0          | 0        | 0      | 0           | 0          |
| T. Frings       | 30         | 1          | 13          | 0          | 2                 | 0                 | 1                 | 0                 | 5          | 0          | 2           | 0          | 37       | 1      | 16          | 0          |
| D. Fütterer     | 0          | 0          | 0           | 0          | 0                 | 0                 | 0                 | 0                 | 0          | 0          | 0           | 0          | 0        | 0      | 0           | 0          |
| A. Herzog       | 32         | 2          | 1           | 0          | 1                 | 1                 | 0                 | 0                 | 6          | 1          | 1           | 0          | 39       | 4      | 2           | 0          |
| E. Kern         | 0          | 0          | 0           | 0          | 0                 | 0                 | 0                 | 0                 | 0          | 0          | 0           | 0          | 0        | 0      | 0           | 0          |
| M. Krstajić     | 25         | 2          | 6           | 0          | 2                 | 0                 | 1                 | 0                 | 5          | 0          | 0           | 0          | 32       | 2      | 7           | 0          |
| D. Lee          | 7          | 0          | 0           | 0          | 0                 | 0                 | 0                 | 0                 | 0          | 0          | 0           | 0          | 7        | 0      | 0           | 0          |
| J. Maksymov     | 8          | 0          | 0           | 0          | 0                 | 0                 | 0                 | 0                 | 3          | 1          | 0           | 0          | 11       | 1      | 0           | 0          |
| C. Pizarro      | 31         | 19         | 5           | 1          | 1                 | 0                 | 0                 | 0                 | 5          | 4          | 1           | 0          | 37       | 23     | 6           | 1          |
| S. Rolfes       | 0          | 0          | 0           | 0          | 0                 | 0                 | 0                 | 0                 | 0          | 0          | 0           | 0          | 0        | 0      | 0           | 0          |
| F. Rost         | 34         | 0          | 2           | 0          | 2                 | 0                 | 0                 | 0                 | 6          | 0          | 0           | 0          | 42       | 0      | 2           | 0          |
| B. Schierenbeck | 1          | 0          | 0           | 0          | 0                 | 0                 | 0                 | 0                 | 0          | 0          | 0           | 0          | 1        | 0      | 0           | 0          |
| L. Schmedes     | 0          | 0          | 0           | 0          | 0                 | 0                 | 0                 | 0                 | 0          | 0          | 0           | 0          | 0        | 0      | 0           | 0          |
| V. Skrypnyk     | 9          | 0          | 1           | 0          | 1                 | 0                 | 0                 | 0                 | 3          | 0          | 0           | 0          | 13       | 0      | 1           | 0          |
| P. Stalteri     | 31         | 1          | 2           | 1          | 2                 | 0                 | 0                 | 0                 | 5          | 2          | 0           | 0          | 38       | 3      | 2           | 1          |
| R. Tjikuzu      | 13         | 0          | 3           | 0          | 0                 | 0                 | 0                 | 0                 | 1          | 0          | 0           | 0          | 14       | 0      | 3           | 0          |
| B. Trares       | 12         | 0          | 0           | 0          | 0                 | 0                 | 0                 | 0                 | 2          | 0          | 0           | 0          | 14       | 0      | 0           | 0          |
| F. Verlaat      | 19         | 1          | 6           | 0          | 1                 | 0                 | 0                 | 0                 | 1          | 0          | 0           | 0          | 21       | 1      | 6           | 0          |
| R. Wicky        | 15         | 0          | 3           | 0          | 2                 | 0                 | 0                 | 0                 | 6          | 1          | 0           | 0          | 23       | 1      | 3           | 0          |
| A. Wiedener     | 6          | 0          | 1           | 0          | 0                 | 0                 | 0                 | 0                 | 0          | 0          | 0           | 0          | 6        | 0      | 1           | 0          |